# 篠崎実
篠崎 実（しのざき みのる、1949年2月26日 - ）は、日本のオートレース選手。
東京都出身、9期。川口オートレース場所属。所有車は「ゴッドブレス、Mジングウ、ゴッドハンド、シビックR」。

## 略歴
- 広瀬登喜夫（期前）、阿部光雄（6期）、且元滋紀とともに、『川口四天王』と称される。
- 上記の且元滋紀及び、飯塚将光（船橋オートレース場所属）らはオートレース選手養成所の同期生。
- 田代祐一（15期）の川口在籍時代の師匠である。
- 湿走路（雨走路）を得意としている。
- 2016年5月20日、川口オートレース場で行われた優勝戦を制し、オートレース史上最年長優勝記録を更新（当時67歳2ヶ月24日）[1][2][注 1]。
- 2021年2月12日、伊勢崎オートレース場で行われた「GIIレジェンドカップ」開催3日目の第3Rで勝利し、オートレースのG2最年長勝利記録を更新（当時71歳353日）[4]。翌2月13日、開催4日目の第7Rで勝利し、G2最年長勝利記録を1日で更新した（当時71歳354日）[5]。
- 2021年4月26日、川口オートレース場で行われた「SG第40回オールスターオートレース」開催2日目の第3Rで勝利し、オートレースのSG最年長勝利記録更新を更新（当時72歳60日）[6]。2日後の4月28日、開催4日目の第4Rで勝利し、SG最年長勝利記録記録をわずか2日で更新（当時72歳62日）[7]。1節間で2度SG勝利記録更新は史上初[8][注 2]。
- 2021年5月27日、川口オートレース場で行われた「GII 川口記念」開催2日目の第4Rで勝利し、オートレースのG2最年長勝利記録を更新（当時72歳91日）[10]。3日後の5月30日、開催最終日の第10Rに勝利し、G2最年長勝利記録を更新（当時72歳94日）[11][注 3]。
- 2022年4月29日、川口オートレース場で行われた「SG第41回オールスターオートレース」開催4日目の第6R準々決勝戦で勝利し、自身が持つSG最年長勝利記録更新を更新（73歳63日）[8]。
- 2023年1月4日、川口オートレース場で行われた「報知新聞社杯 ニューイヤーカップ」（普通開催）開催最終日の第8レースにて1着となり、オートレース史上5人目の通算1,500勝を達成した[12][注 4]。
- 2023年1月23日、川口オートレース場で行われた「川口市営第12回1節」開催最終日の第12レース優勝戦にて1着となり、通算117回目の優勝。73歳10か月29日での優勝は、オートレース最年長優勝記録と公営競技最年長優勝記録を同時に更新した[14][注 5]。

## 選手データ
プロフィール
- 選手登録：1971年3月25日
- 身長：161.8cm
- 体重：55.2kg
- 血液型：B型
- 趣味：魚釣り

戦歴
- 通算優勝回数：117回
- グレードレース（SG、GI、GII）優勝回数：14回
- 全国区レース優勝回数：2回（SG2回）
- SG優勝回数：2回 
  - 日本選手権オートレース（1985年）
  - オールスターオートレース（1988年）
- GI優勝回数：8回
  - キューポラ杯争奪戦（川口）	'04	1回
  - グランドチャンピオン決定戦（川口）	'79, '93	2回
  - ダイヤモンドレース（飯塚）	'89	1回
  - スピード王決定戦（山陽）	'87	1回
  - 開設記念グランプリレース（川口）	'80	1回
  - オート発祥記念船橋オート祭（船橋）	'76	1回
  - 秋のスピード王決定戦（浜松）	'76	1回
- GII優勝回数：6回
  - サンケイスポーツ・まがたま杯争奪戦（川口）	'82, '83, '93, '96	4回
  - 日刊スポーツ・キューポラ杯争奪戦（川口）	'88, '96	2回

受賞歴
- オートレース表彰選手
  - 特別賞：1回
  - 平尾昌晃賞：2回
  - 通算勝利記録選手賞
- 日本プロスポーツ大賞
  - 功労賞：1回